# Miroslav Zapadlo
Miroslav Zapadlo (31. října 1924 – 1988) byl československý politik, poslanec Národního shromáždění ČSR za KSČ a ředitel AZNP Mladá Boleslav.

## Osobní život
Jako člen Československého svazu mládeže se dobrovolně přihlásil do války v Koreji, po návratu pracoval jako opravář strojů v AZNP Mladá Boleslav. V roce 1954 kandidoval ve volbách do Národního shromáždění za KSČ ve volebním obvodu Praha-venkov, byl zvolen a v parlamentu setrval do konce funkčního období v roce 1960. Po návratu do automobilky zastával různé podnikové funkce a v blíže neupřesněné době absolvoval Večerní univerzitu marxismu-leninismu, kdy získal titul RSDr.
Jeho syn Miloslav Zapadlo (neoficiálně též jako Milan Zapadlo, * 10. června 1952) byl v sedmdesátých letech úspěšným automobilovým závodníkem, firemním jezdcem automobilky a špičkovým reprezentantem československého rallye. Po otcově odvolání z funkce skončil v závodním oddělení AZNP i on a poté jezdil na vozech Renault a Volkswagen u klubových stájí, vrátil se až v roce 1987.

## V ředitelské funkci
V roce 1964 byl jmenován závodním ředitelem AZNP Vrchlabí, kde v té době byly vyráběny užitkové automobily Škoda 1202 různých modifikací. Podařilo se mu prosadit výraznou modernizaci celého závodu a zejména montážní haly – to bylo účetně vykázáno jako rekonstrukce, fakticky však šlo o novostavbu (nad starou halou se postavila nová střecha, pod ní nové obvodové stěny a všechno mezi tím se vybouralo), díky které se pronikavě zlepšilo pracovní prostředí a závod výrazně zvedl výrobní kapacitu. Významně se zasadil také o dokončení vývoje jediného československého užitkového automobilu s bezkapotovou samonosnou trambusovou karosérií a jeho zavedení do sériové výroby pod označením Škoda 1203.
V říjnu 1969 byl jmenován podnikovým ředitelem celých AZNP Mladá Boleslav poté, co byl dosavadní ředitel Ing. Josef Šimon (zastávající funkci podnikového ředitele od roku 1966) povýšen na ministra průmyslu ČSR. Zapadlo pak na základě usnesení federální vlády musel ukončit přípravu výroby vozu střední třídy 720 i menšího typu 740 a rozběhnout přípravu nové typové řady 760 ve spolupráci s východoněmeckými partnery. Pravděpodobně i on však byl (nakonec správně) přesvědčen o nespolehlivosti Němců v tomto projektu a prosadil vývoj „záložních“ modelů Škoda 105/120/130. Tyto vozy sice kombinovaly výrazně moderní karosérii a původní zastarávající techniku s motorem vzadu, ale i tak se na konci 70. let staly dočasným obchodním šlágrem i na vyspělých západních trzích a v letech 1981–88 byly dokonce jediným produkčním vozidlem celých AZNP. Jím prosazená nová nářaďovna a svařovna karosérií se navíc později staly jediným východiskem, jak začít sériově vyrábět nový automobil Škoda Favorit souběžně s původními starými modely – bez těchto budov by to nebylo technicky možné.
V říjnu 1978 byl odvolán z funkce a vyloučen z KSČ. Oficiálně se tak stalo kvůli zjištěným neuspokojivým závěrům státní kontroly, kdy měla být zjištěna „velká nehospodárnost a nízká úroveň řídící a výzkumné práce“, stejně jako „závažné zakolísání v investiční výstavbě i ve výrobě osobních automobilů“ v posledních dvou letech. Středočeský KV KSČ tehdy konstatoval „porušení stranické a státní disciplíny a obelhávání stranických orgánů“ (AZNP měly údajně prodávat vozy stranickým funkcionářům za nižší ceny, neoficiálně se mluvilo o černém obchodě s automobily a s valutami). Pozdější podniková monografie Let okřídleného šípu z roku 1995 toto odvolání nahlíží mnohem shovívavěji, protože podobné praktiky se děly v jiných podnicích v ještě horší míře – skutečným důvodem odvolání prý mohla být hlavně Zapadlova neutuchající snaha shánět pro AZNP investice a následný konflikt s představiteli federálních politických a hospodářských špiček ČSSR, které upřednostňovaly industrializaci Slovenska a například výstavbu přímé konkurence AZNP v podobě BAZ Bratislava a TAZ Trnava. Vedením podniku byl tehdy pověřen Zapadlův dosavadní náměstek pro technický a investiční rozvoj Ing. Jan Banýr, který se oficiálním podnikovým ředitelem stal v březnu 1979.